# 托爾欽 (沃倫州)
50°45′49″N 24°59′55″E / 50.76361°N 24.99861°E

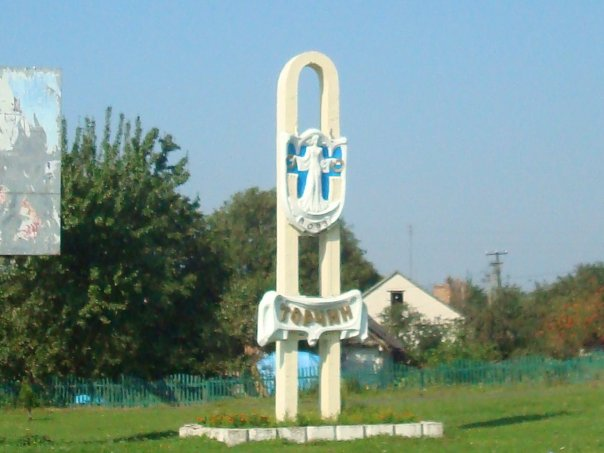

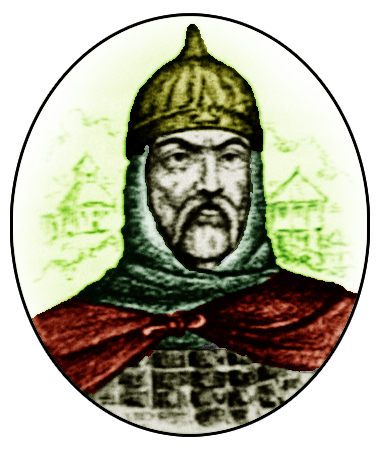

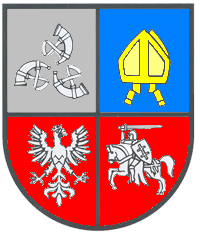

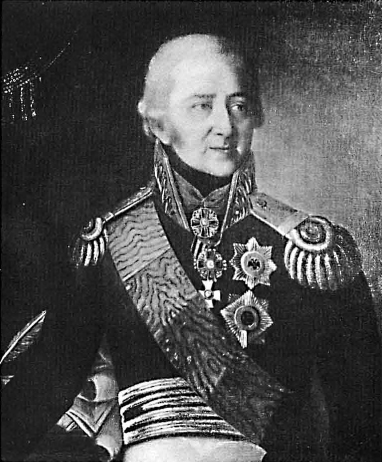

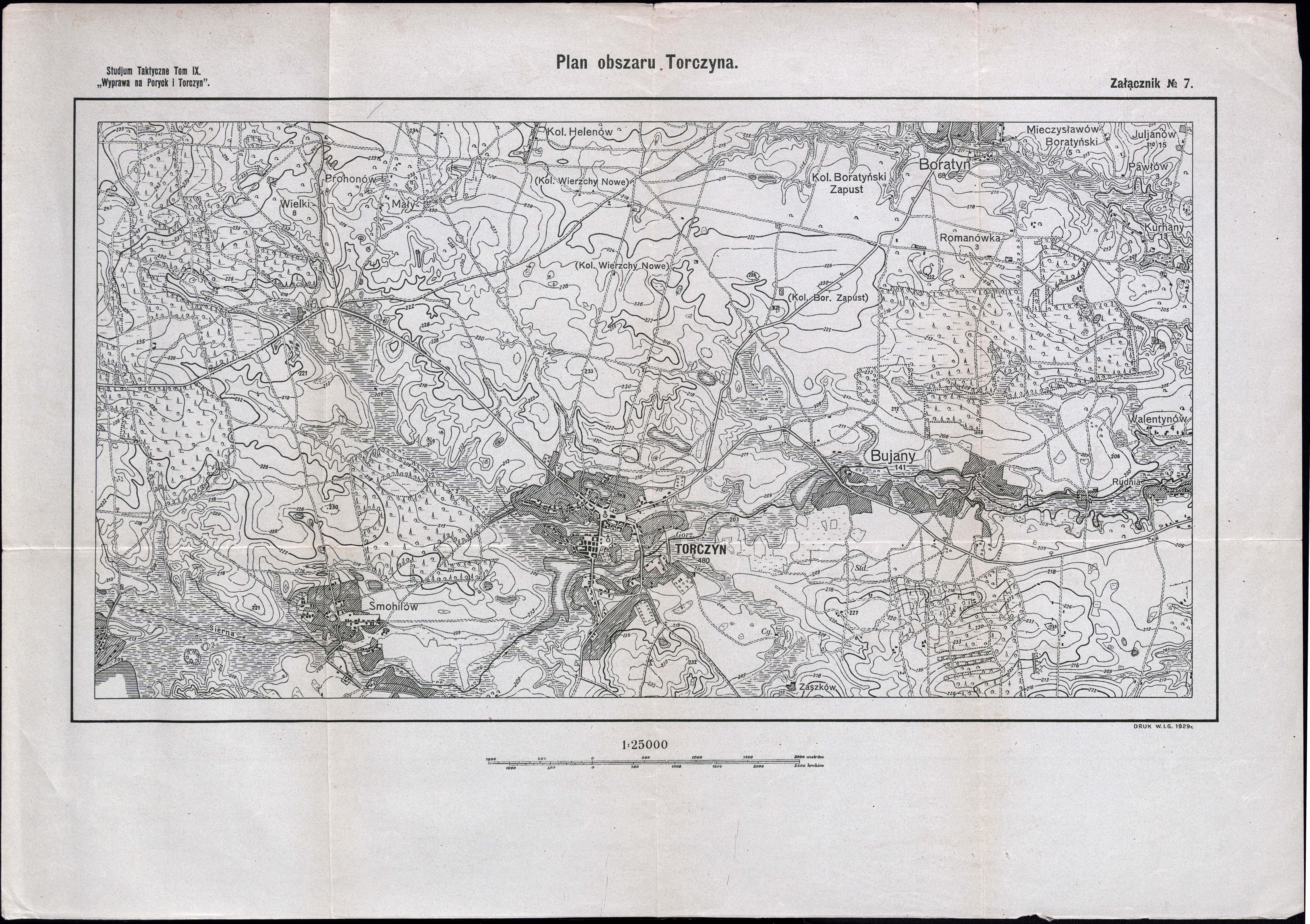

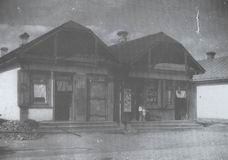

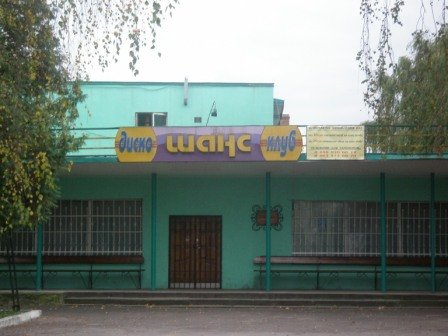

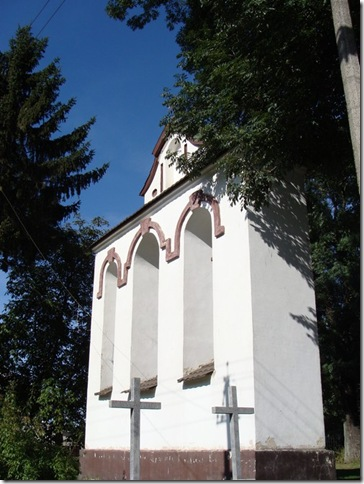

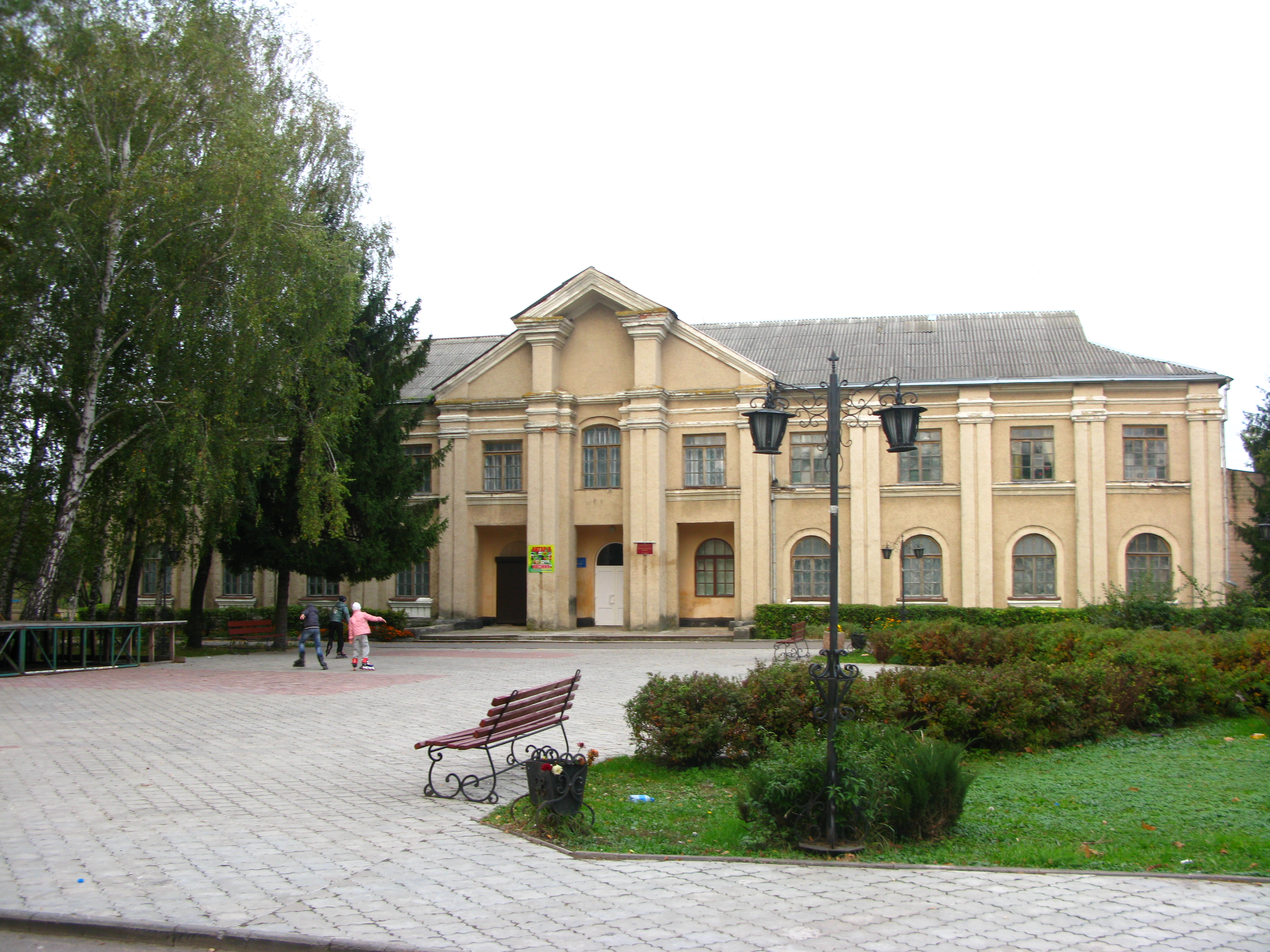

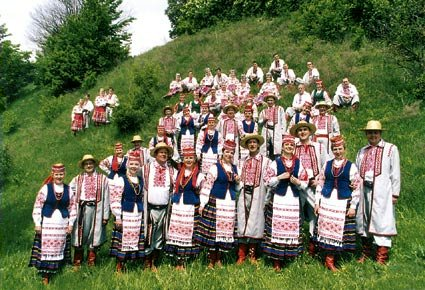

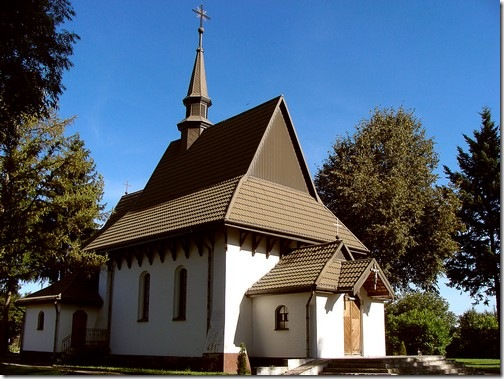

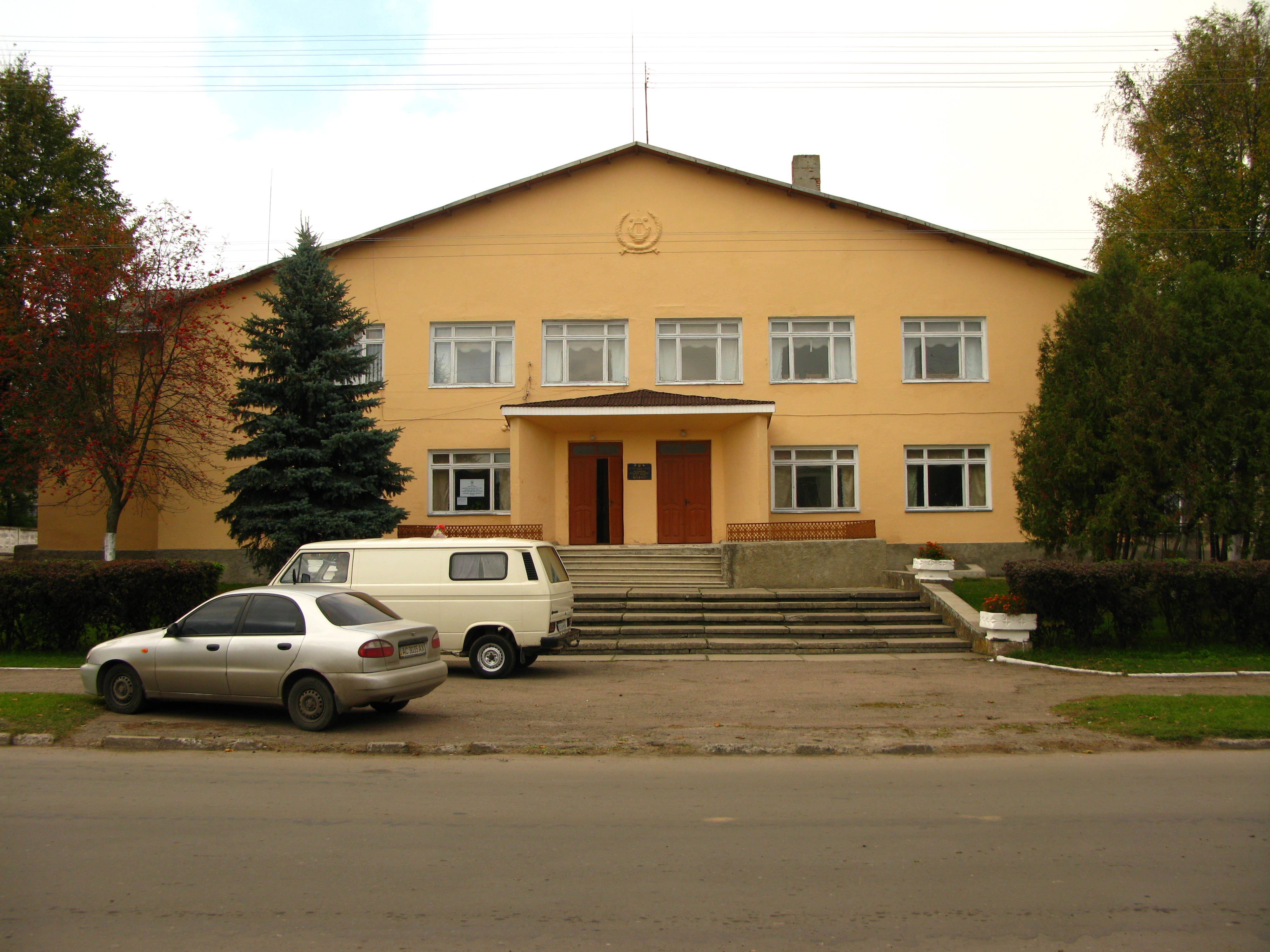

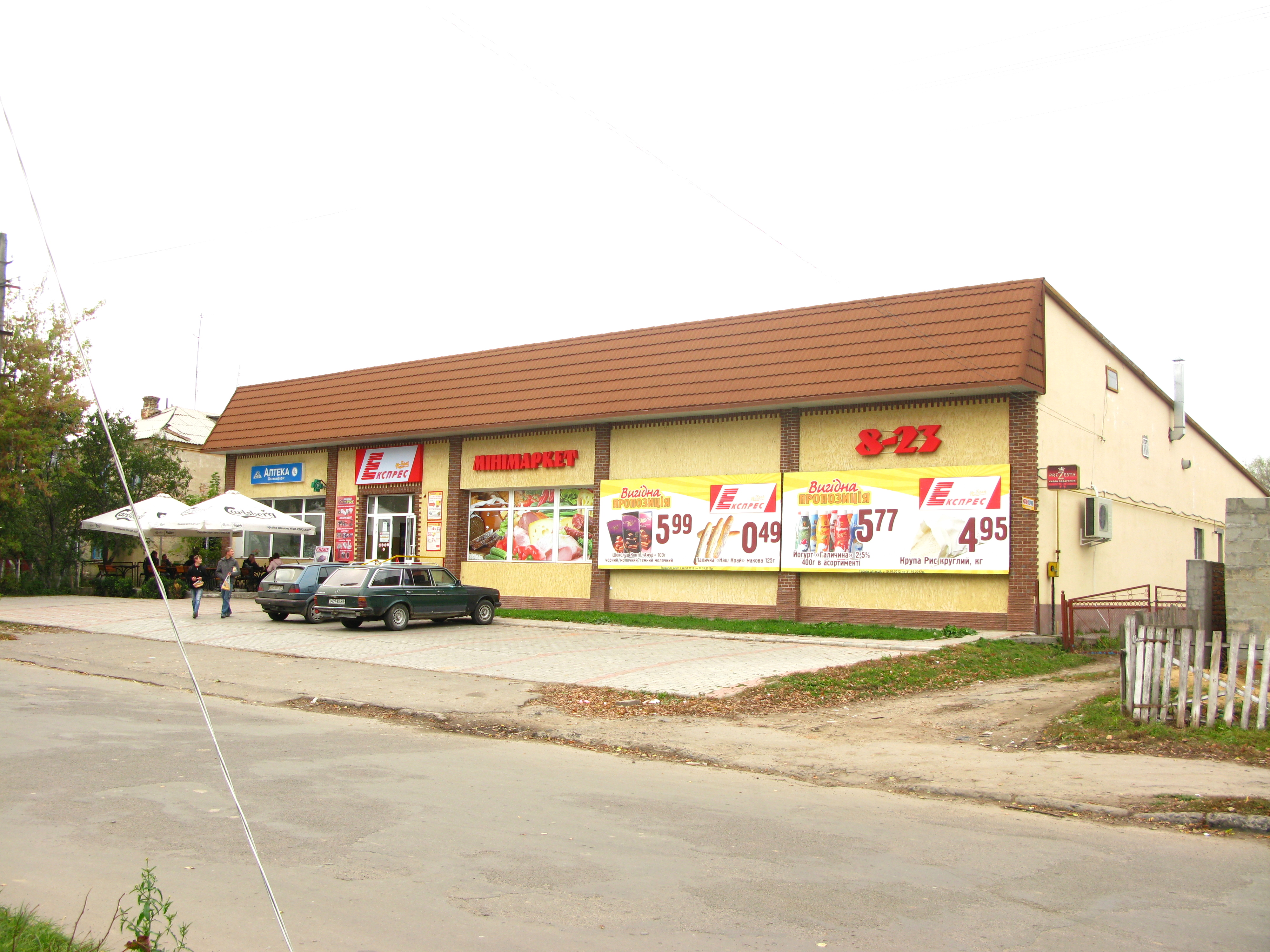

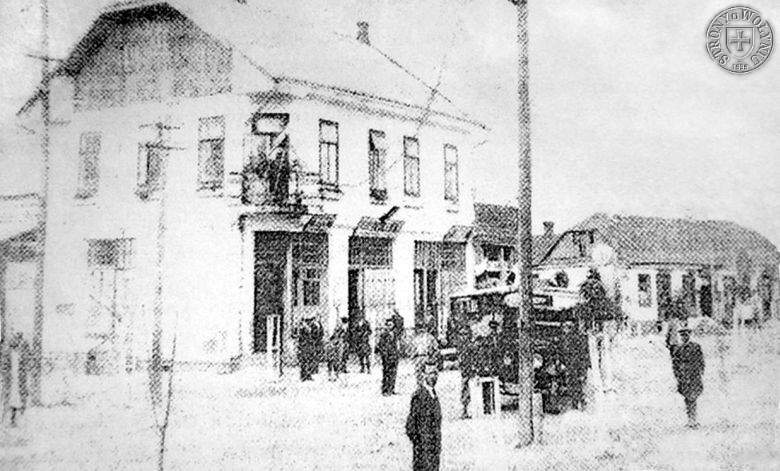

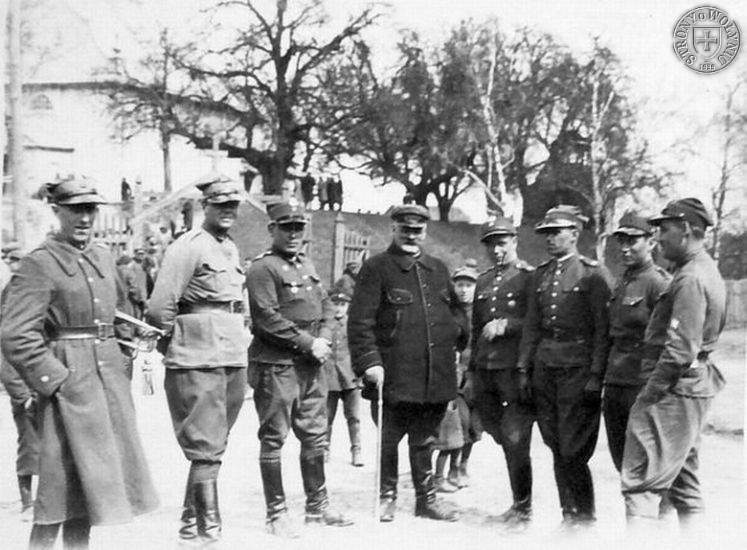

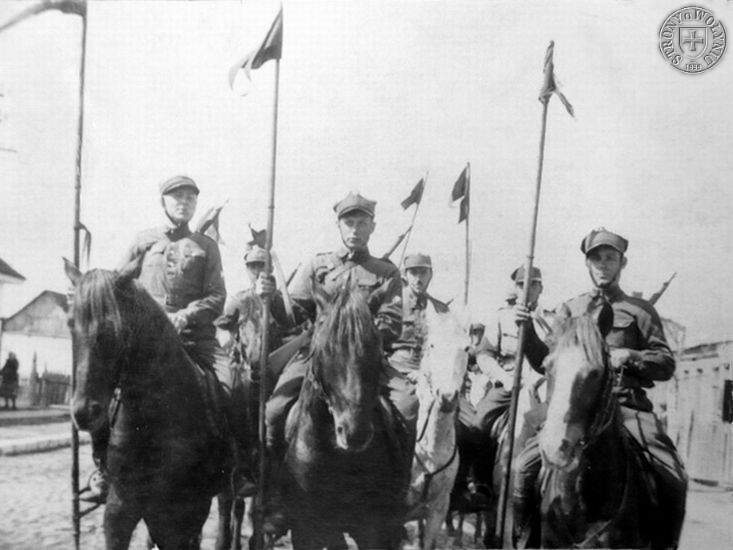

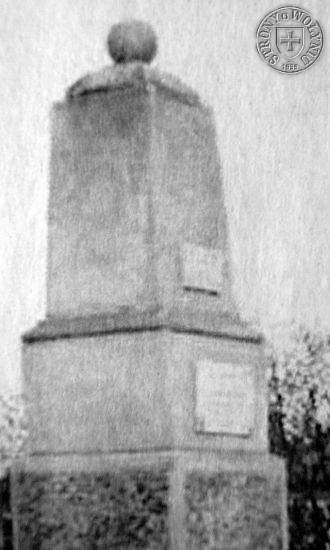

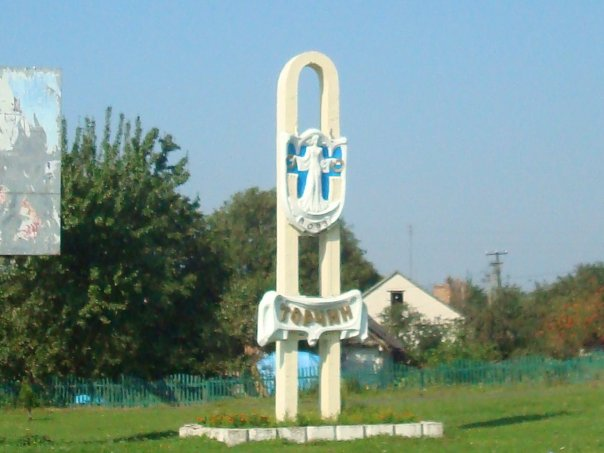

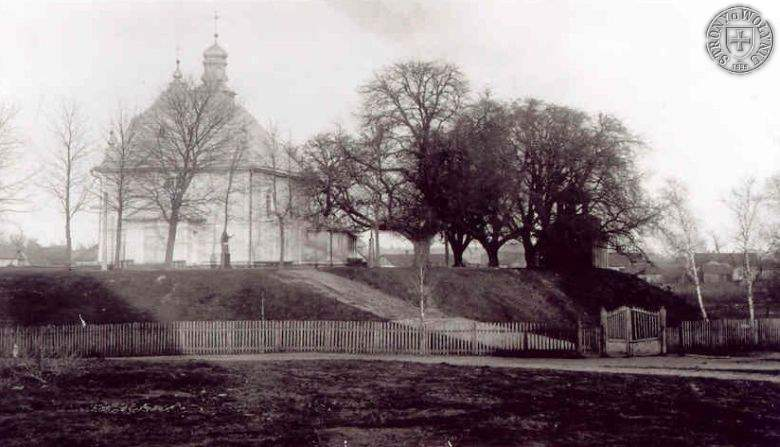

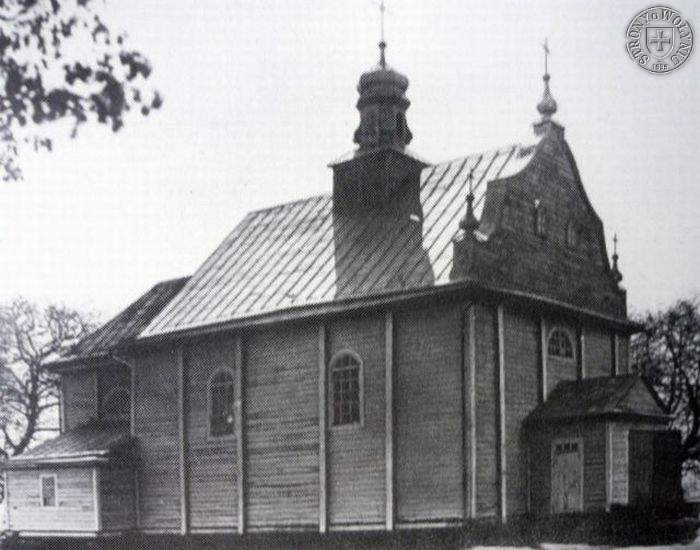

托爾欽（羅馬化：Torchyn）是烏克蘭的鎮，位於該國西北部沃倫州，距離盧茨克25公里，始建於1093年，面積10.52平方公里，2011年人口4,474，人口密度每平方公里425人。